# Paradajus tenuis
Paradajus tenuis är en kräftdjursart som beskrevs av Hugo Frederik Nierstrasz och Brender à Brandis 1923. Paradajus tenuis ingår i släktet Paradajus och familjen Dajidae.
Artens utbredningsområde är Sulawesi. Inga underarter finns listade i Catalogue of Life.